# کاراگابال
کاراگابال (به انگلیسی: Caragabal) یک شهرک در استرالیا است که در نیو ساوت ولز واقع شده‌است.